# Paectes indefatigabilis
Paectes indefatigabilis là một loài bướm đêm trong họ Noctuidae.